# Район Такацу
35°35′58″ пн. ш. 139°36′29″ сх. д. / 35.59944° пн. ш. 139.60806° сх. д.
Райо́н Така́цу (яп. 高津区, たかつく, МФА: [takat͡su̥ ku], «Такацуський район») — район міста Кавасакі префектури Канаґава в Японії. Станом на 1 квітня 2009 площа району становила 16,36 км². Станом на 1 липня 2011 населення району становило 218 870 осіб.